# Tyler Chávez
Tyler Chávez-Leech (* 11. Dezember 1996 in Red Deer, Alberta) ist ein kanadisch-mexikanischer Eishockeyspieler, der seit 2022 beim Lacombe AA HC in der North Central Hockey League spielt.

## Karriere
Tyler Chávez begann seine Karriere als Eishockeyspieler in seiner kanadischen Heimatstadt Red Deer, in der er für verschiedene Nachwuchsteams spielte. 2014 wechselte er zu den Revelstoke Grizzlies in die Kootenay International Junior Hockey League, wurde vereinzelt aber auch von den Vernon Vipers aus der British Columbia Hockey League eingesetzt. Nachdem er die Spielzeit 2015/16 bei den Melville Millionaires aus der Saskatchewan Junior Hockey League verbracht hatte, kehrte er nach Revelstoke zu den Grizzlies zurück, spielte aber erneut auch einige Spiele in der BCHL, diesmal für die West Kelowna Warriors. Von 2017 bis 2021 spielte er während des Studiums für die Mannschaft der University of Jamestown in der American Collegiate Hockey Association. Es folgte ein Jahr in der Southern Professional Hockey League, wo er bei den Vermilion County Bobcats und dem Quad City Storm auf dem Eis stand. Seit 2023 spielt er in Kanada beim Lacombe AA HC in der North Central Hockey League, die er mit dem Team 2023 und 2024 gewinnen konnte.

### International
Mit der mexikanischen Nationalmannschaft nahm Chávez erstmals an der Weltmeisterschaft der Division II 2019 teil, als er beim abschließenden 8:2-Erfolg gegen Nordkorea, der den Mittelamerikanern den Klassenerhalt sicherte, das Tor zum zwischenzeitlichen 8:1 erzielte. Auch 2022 und 2023 spielte er in der Division II. Nach dem Abstieg 2023 spielte er bei der Weltmeisterschaft 2024 in der Division III, wo er die beste Bullybilanz des Turniers erreichte.

## Erfolge und Auszeichnungen
- 2023 Gewinn der North Central Hockey League mit dem Lacombe AA HC
- 2024 Gewinn der North Central Hockey League mit dem Lacombe AA HC